# Universitatea din Nantes

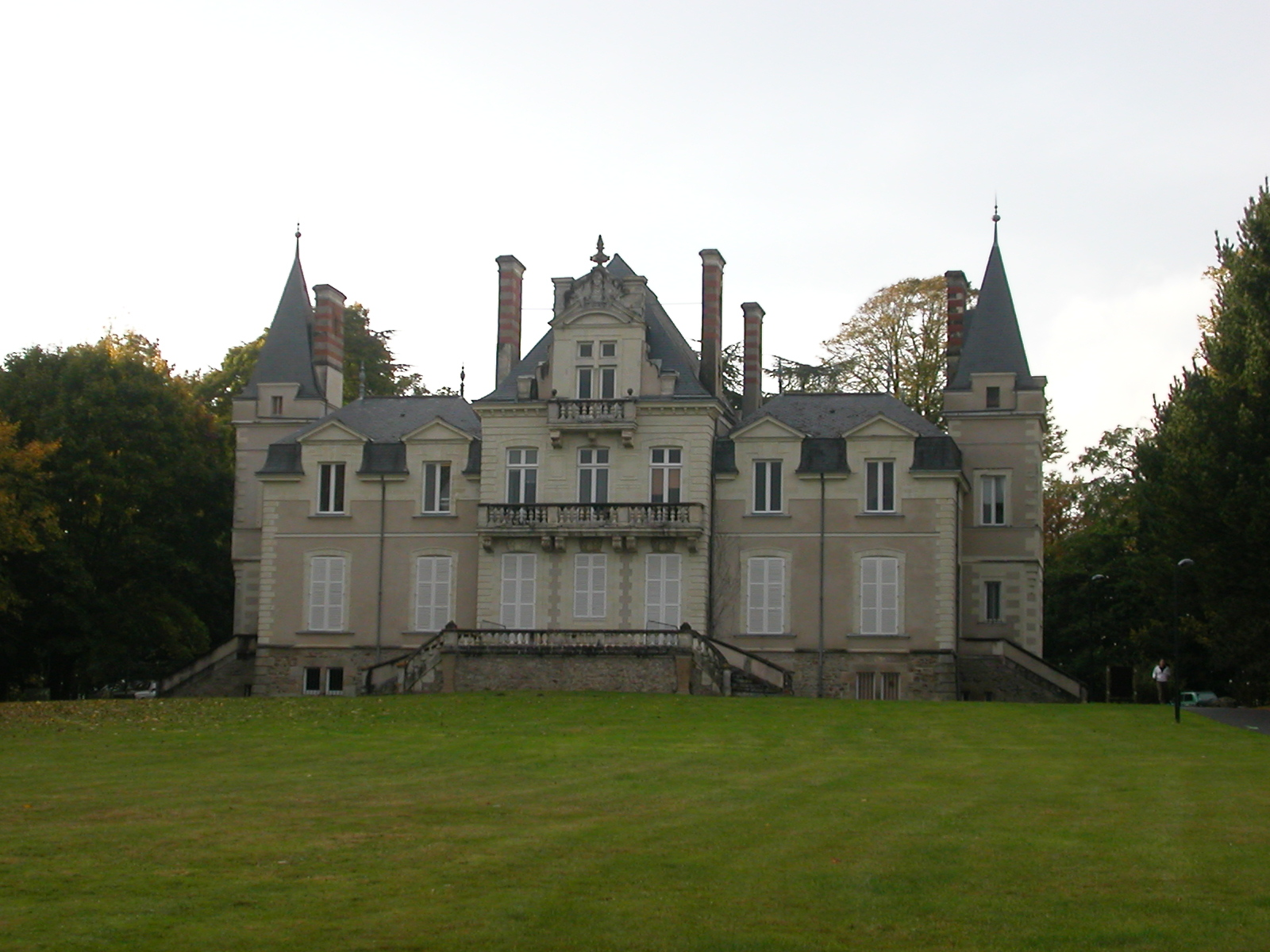
Château Tertre, Universitatea din Nantes

Universitatea din Nantes (în franceză Université de Nantes) este o universitate franceză situată în orașul Nantes. În afară de numeroasele campusuri răspândite pe teritoriul orașului Nantes, există două campusuri satelit situate în Saint-Nazaire și La Roche-sur-Yon. În prezent, Universitatea este frecventată de aproximativ 34.500 studenți. Mai mult de 10% dintre ei sunt studenți străini provenind din 110 țări.
Universitatea din Nantes a fost clasată pe un loc aflat între 401-500 în Times Higher Education din 2016. În ceea ce privește inserția profesională după absolvire, Universitatea din Nantes se situează undeva între locurile 3 și 40 din cele 69 de universități franceze în funcție de domeniul de studii. Printre absolvenții cei mai cunoscuți se numără ministrul francez al agriculturii și purtătorul de cuvânt al Guvernului Stéphane Le Foll și fostul prim-ministru Jean-Marc Ayrault.

## Istoric
Universitatea actuală a fost fondată în anul 1970 în baza legii din 1968 care a reformat învățământul superior francez. Această instituție nou înființată a înlocuit fosta Universitate din Nantes, care a fost fondată la începutul anilor 1960. Ea însăși era o restabilire a vechii Universități din Nantes, care fusese înființată prin bulă papală în 1460, dar a fost desființată în timpul Revoluției Franceze.

### Universitatea medievală
Universitatea din Bretania a fost întemeiată de către Bertrand Milon pe 4 aprilie 1460, la inițiativa ducelelui François al II-lea al Bretaniei, prin bula papală a Papei Pius al II-lea acordată orașului Siena, pe care episcopul de Nantes Guillaume de Malestroit o promulgă la 21 iulie 1461 în calitate de protector al noii instituții cu titlul de cancelar. Aceasta întruchipează dorința lui François al II-lea de a-și afirma independența față de regele Franței, în urma înființării unor universități în apropierea ducatului la Angers în 1432, Poitiers în 1432 și Bordeaux în 1441. Organizată ca o instituție de studium generale, această universitate urma să predea toate disciplinele tradiționale: arte, teologie, drept și medicină. Numărul de studenți la sfârșitul secolului al XV-lea și în cursul următoarelor două secole a ajuns la 1000 sau 1500, potrivit celor mai  ridicate estimări.
Prima încercare de a muta universitatea de la Nantes la Rennes are loc la sfârșitul secolului al XVI-lea. Regele Franței, Henric al IV-lea, voia să pedepsească orașul Nantes pentru sprijinul acordat ducelui de Mercoeur. Universitatea primește, printr-o scrisoare a regelui din 8 august 1589,  un ordin de mutare la Rennes, un oraș rămas loial monarhiei. Instituția nu s-a mutat, totuși, din rațiuni financiare. O nouă scrisoare a regelui din 5 septembrie 1591 repetă ordinul de transfer, dar din nou fără rezultat. În aprilie 1598, ultima scrisoare a regelui stabilizează situația prin confirmarea prezenței universității la Nantes.

## Activitate didactică

### Listă de facultăți și școli
- Facultatea de Medicină
- Facultatea de Farmacie
- Facultatea de Stomatologie
- Facultatea de Psihologie
- Facultatea de Știință și Tehnologie
- Facultatea de Drept și Științe Politice
- Departamentul de Istorie, Istoria Artei și Arheologie
- Departamentul de Științe Umaniste și Limbi
- Departamentul de Limbi - International Language Centre (CIL)
- Departamentul de Sociologie
- Departamentul de Educație Fizică și Sport (STAPS)
- Institutul de Geografie și Planificare Regională al Universității de Nantes (IGARUN)
- Institutul de Economie și Management - Institutul de Administrare a Afacerilor (IEMN-IBE)
- Institutul de Cercetare și Educație în limba franceză ca limbă străină (IRFFLE)
- Institutul de Formare a Profesorilor (ÉSPÉ)
- Institutul de Pregătire în Administrație Generală (IPAG)
- Observatorul Pământului și Științelor Planetare (OSUNA)
- Institutul de Tehnologie din Nantes
- Institutul de Tehnologie din La Roche-sur-Yon
- Institutul de Tehnologie din Saint-Nazaire
- Facultatea de Inginerie - École Polytechnique de Nantes

## Schimburi internaționale
Universitatea are în prezent parteneriate cu 389 de instituții din 56 de țări diferite din întreaga lume. Majoritatea acestor parteneriate sunt situate în Europa. În fiecare an, mai mult de 1.000 de studenți merg în străinătate pentru a studia în una din aceste instituții partenere pentru unul sau două semestre. Universitatea primește în fiecare an studenți de la universitățile partenere care primesc la rândul lor studenți din Nantes. Parteneriatele existente sunt stabilite în funcție de diferite convenții internaționale, cum ar Erasmus (Europa), ISEP și CREPUQ (Quebec).
Au fost aproximativ 3.700 de studenți străini înmatriculați la Universitatea din Nantes în anul universitar 2013-2014.
| Continent | Universități partenere |
| --------- | ---------------------- |
| Africa    | 13                     |
| America   | 43                     |
| Asia      | 25                     |
| Europa    | 306                    |
| Oceania   | 2                      |
| Total     | 389                    |